# Божидар Манов
Божидар Стефанов Манов е български кинокритик и продуцент.

## Биография
Завършва ВМЕИ през 1970 г. и работи като инженер по електроника. Осем години по-късно завършва ВИТИЗ „Кръстьо Сарафов“ със специалност кинознание. В периода 1978 – 1990 г. работи във филмово студио „Време“ на различни постове.
Изявява се и като сценарист. В творчеството му има около 12 документални филма, а е редактор и на над 124 научнопопулярни филма. През 1994 г. започва работа в Нов български университет, а шест години по-късно става ръководител на катедра „Кинознание“ в НАТФИЗ.
Председател на гилдия „Критика“ и член на УС на Съюза на българските филмови дейци.
Зам.-председател на Творческия съвет към Столична община.
Вицепрезидент на Международната федерация на филмовите критици ФИПРЕСИ (2001-2005).
Член на Европейската филмова академия.
Многократно член и председател на международни журита на кинофестивалите в Берлин, Кан, Венеция, Солун, Истанбул, Пусан, Карлови Вари, Сан Себастиян, Локарно, Валядолид, Палм Спрингс, Висбаден, Техеран, Гьотеборг, Хихон, Дубай, Ереван и Кайро.
Внук е на общественика и революционер Теохар Михайлов.

## Отличия и награди
Носител е на награда „Златен век“ на Министерството на културата на Република България.
Награда „Златно перо“ на Съюза на българските журналисти.
Заслужил деятел на Българския червен кръст.
Почетен гражданин на София.